# Jaroslav Hýbl
Jaroslav Hýbl (21. dubna 1882, Kolín u Vysokého Mýta – 14. srpna 1950, Praha) byl profesorem hydraulických strojů a strojního chlazení na Českém vysokém učení technickém v Praze. V akademickém roce 1936–1937 byl jeho rektorem.